# Bryum riparioides
Bryum riparioides är en bladmossart som beskrevs av Edwin Bunting Bartram 1952. Bryum riparioides ingår i släktet bryummossor, och familjen Bryaceae. Inga underarter finns listade i Catalogue of Life.